# Greystar

Les Roosevelt Point Apartments à Phoenix (Arizona) sont exploités par la société Greystar.

Greystar Real Estate Partners est une société américaine de promotion immobilière active dans plusieurs pays. En 2023, Greystar gère un parc immobilier d'une valeur brute de 76 milliards US$ et est présente dans 17 pays.
Selon le National Multifamily Housing Council (NMHC, littéralement « Conseil national sur le logement multifamilial »), Greystar était en 2023 le plus important gestionnaire d'appartements aux États-Unis, avec 726 826 unités ou lits sous gestion,.
En 2024, la société est poursuivie conjointement avec quatre autres sociétés par le Département de la Justice des États-Unis pour avoir participé à un système de fixation des prix de location des appartements en utilisant le logiciel RealPage (en). La société publiant ce logiciel étant poursuivie en vertu des lois anti-monopoles américaines,.